# Marta di Armagnac
Marta di Armagnac, conosciuta come Mathe d´Armagnac. Marthe in francese, Marta in spagnolo, in portoghese, in galiziano e in fiammingo, Marte in basco, Mata in catalano e Marthe in tedesco, e inglese (dopo il 18 febbraio 1347 – Saragozza, 23 ottobre 1378), nobile guascona, fu duchessa consorte di Gerona, in quanto moglie dell'erede al trono di Aragona,  di Valencia, di Maiorca, di Sardegna e di Corsica, Contessa consorte di Barcellona e delle altre contee catalane dal 1373 alla sua morte, morendo prima di diventare regina.

## Origine
Marta, sia secondo i Documens historiques et généalogiques sur les familles et les hommes remarquables du Rouergue, che secondo Pierre de Guibours, detto Père Anselme de Sainte-Marie o più brevemente Père Anselme, era la figlia ultimogenita del Conte di Rodez, conte d'Armagnac e di Fezensac e visconte di Lomagne e d'Auvillar, Giovanni I (1306 -† 1373) e della contessa di Charolais, Beatrice di Clermont(gennaio 1311 - Rodez 25 agosto 1364), principessa di sangue reale, figlia primogenita del conte di Charolais e signore di Saint-Just, Giovanni (figlio di Roberto di Francia, figlio del re di Francia, Luigi IX il Santo) e della sua seconda moglie, Giovanna di Dargies, signora di Dargies e di Catheux.
Giovanni I d'Armagnac, sia secondo i Documens historiques et généalogiques sur les familles et les hommes remarquables du Rouergue, che secondo Père Anselme, era il figlio primogenito del conte d'Armagnac e di Fezensac, Bernardo VI e della Contessa di Rodez, Cecilia, che, secondo il testamento della madre, datato 1291, era la figlia femmina secondogenita del Conte di Rodez e visconte di Carlat, Enrico II e e della seconda moglie, Mascarose, figlia del Conte di Comminges, Bernardo VI de di Teresa di cui non si conoscono gli ascendenti.

## Biografia
Di Marta non si conosce la data esatta della nascita, ma si può senz'altro sostenere che nacque dopo il 18 febbraio 1347, data in cui suo padre, Giovanni I (domini Johannis comitis Armaniaci), redasse un primo testamento in cui Marta non è nominata. mentre in un secondo testamento del padre (Johannes…comes Armaignaci, Fesensiaci et Ruthene, vicecomesque Leomaniæ et Altivillaris ac dominus terre Ripparie), datato 5 aprile 1373, Marta (Mathe filie nostre…ducisse Gerunde, uxorique…principis domini Johannis, ducis Gerunde, primogeniti domini regis Aragonie) viene citata.
Marta sposò, il 24 giugno 1373, a Barcellona il duca di Gerona, Giovanni (1350-1396).
Marta era la prima moglie di Giovanni, ma secondo alcuni è da considerare come seconda moglie, in quanto Giovanni, il 16 luglio 1370, aveva siglato un contratto di fidanzamento con la figlia postuma del re di Francia, Filippo VI e di Bianca di Navarra, Giovanna di Francia (1351-1371), che però morì l'anno dopo mentre si recava in Aragona per conoscere il promesso sposo.
Marta morì il 23 ottobre 1378, a Saragozza senza mai essere divenuta regina consorte della Corona d'Aragona, il marito, Giovanni, infatti successe al padre Pietro IV, ne 1387, nove anni dopo la morte di Marta.

## Figli
Marta a Giovanni diede cinque figli:
- Giacomo d'Aragona (Valencia, 1374)
- Giovanna d'Aragona (1375-1407), che sposò, nel 1392, Matteo di Foix-Béarn, conte dei Foix, che reclamò il trono di Aragona alla morte di Giovanni I. Matteo invase i territori aragonesi, ma fu respinto dal nuovo re Martino I di Aragona.
- Giovanni d'Aragona (Barcellona, 1376)
- Alfonso d'Aragona (1377)
- Eleonora d'Aragona (1378)

## Ascendenza
|                        |                     |                              | Genitori                     |  |  | Nonni |  |  | Bisnonni              |  |  | Trisnonni |  |
|                        |                     |                              |                              |  |  |       |  |  | Gerardo VI d'Armagnac |  |  | …         |  |
|                        |                     |                              |                              |  |  |       |  |  | Gerardo VI d'Armagnac |  |  | …         |  |
|                        |                     | Pincelle/Pucelle d'Albret    |                              |  |  |       |  |  | Gerardo VI d'Armagnac |  |  |           |  |
| Bernardo VI d'Armagnac |                     |                              |                              |  |  |       |  |  | Gerardo VI d'Armagnac |  |  |           |  |
|                        |                     | Mathe di Béarn               | Gastone VII di Béarn         |  |  |       |  |  |                       |  |  |           |  |
|                        |                     | Mathe di Béarn               | Gastone VII di Béarn         |  |  |       |  |  |                       |  |  |           |  |
|                        |                     | Mathe di Béarn               | Mathe di Matha               |  |  |       |  |  |                       |  |  |           |  |
| Giovanni I d'Armagnac  |                     | Mathe di Béarn               |                              |  |  |       |  |  |                       |  |  |           |  |
|                        |                     | Enrico II di Rodez           | Ugo IV di Rodez              |  |  |       |  |  |                       |  |  |           |  |
|                        |                     | Enrico II di Rodez           | Ugo IV di Rodez              |  |  |       |  |  |                       |  |  |           |  |
|                        |                     | Enrico II di Rodez           | Isabelle de Roquefeuil       |  |  |       |  |  |                       |  |  |           |  |
| Cecilia di Rodez       |                     | Enrico II di Rodez           |                              |  |  |       |  |  |                       |  |  |           |  |
|                        |                     | Mascarose di Comminges       | Bernardo VI di Comminges     |  |  |       |  |  |                       |  |  |           |  |
|                        |                     | Mascarose di Comminges       | Bernardo VI di Comminges     |  |  |       |  |  |                       |  |  |           |  |
|                        |                     | Mascarose di Comminges       | Teresa                       |  |  |       |  |  |                       |  |  |           |  |
| Marta d'Armagnac       |                     | Mascarose di Comminges       |                              |  |  |       |  |  |                       |  |  |           |  |
|                        | Roberto di Clermont | Luigi IX di Francia          |                              |  |  |       |  |  |                       |  |  |           |  |
|                        | Roberto di Clermont | Luigi IX di Francia          |                              |  |  |       |  |  |                       |  |  |           |  |
|                        | Roberto di Clermont | Margherita di Provenza       |                              |  |  |       |  |  |                       |  |  |           |  |
| Giovanni di Charolais  | Roberto di Clermont |                              |                              |  |  |       |  |  |                       |  |  |           |  |
|                        |                     | Beatrice di Borgogna-Borbone | Giovanni di Borgogna-Borbone |  |  |       |  |  |                       |  |  |           |  |
|                        |                     | Beatrice di Borgogna-Borbone | Giovanni di Borgogna-Borbone |  |  |       |  |  |                       |  |  |           |  |
|                        |                     | Beatrice di Borgogna-Borbone | Agnese di Borbone-Dampierre  |  |  |       |  |  |                       |  |  |           |  |
| Beatrice di Clermont   |                     | Beatrice di Borgogna-Borbone |                              |  |  |       |  |  |                       |  |  |           |  |
|                        |                     | Rinaldo II di Dargies        | …                            |  |  |       |  |  |                       |  |  |           |  |
|                        |                     | Rinaldo II di Dargies        | …                            |  |  |       |  |  |                       |  |  |           |  |
|                        |                     | Rinaldo II di Dargies        | …                            |  |  |       |  |  |                       |  |  |           |  |
| Giovanna di Dargies    |                     | Rinaldo II di Dargies        |                              |  |  |       |  |  |                       |  |  |           |  |
|                        |                     | Agnese di Bruyères           | …                            |  |  |       |  |  |                       |  |  |           |  |
|                        |                     | Agnese di Bruyères           | …                            |  |  |       |  |  |                       |  |  |           |  |
|                        |                     | Agnese di Bruyères           | …                            |  |  |       |  |  |                       |  |  |           |  |
|                        |                     | Agnese di Bruyères           |                              |  |  |       |  |  |                       |  |  |           |  |